# Otto Pankow

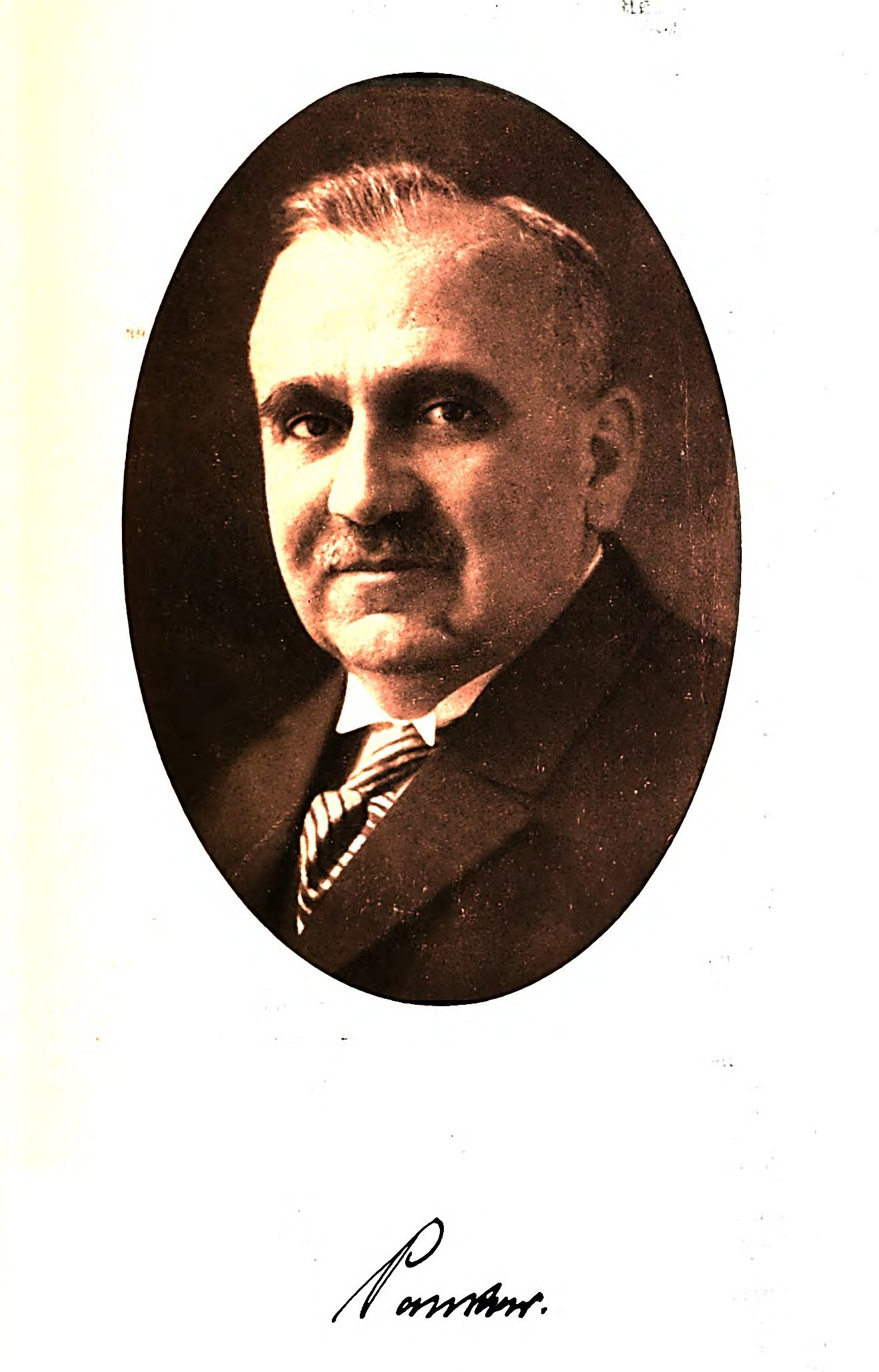
Der Gynäkologe Otto Pankow (Hervorragende Ärzte und Naturforscher), Blatt 499

Otto Pankow (* 25. Februar 1876 in Feldberg bei Fehrbellin; † 12. Januar 1934 in Freiburg im Breisgau) war ein deutscher Gynäkologe und Hochschullehrer.

## Leben
Pankow stammte aus einer märkischen Bauernfamilie. Er studierte Medizin an den Universitäten Heidelberg, Berlin, München und Leipzig. Seit 1895 gehörte er der Burschenschaft Frankonia Heidelberg an. 1900 absolvierte er sein Staatsexamen und ging als Assistent an die gynäkologische Privatklinik seiner Lehrer Carl Menge und Bernhard Krönig in Leipzig. 1903/04 war er Assistent an der Universitätsfrauenklinik Jena, wo er sich 1904 bei Krönig habilitierte. 1905/06 war er am bakteriologischen Institut in Köln, am Kochschen Institut in Berlin und am pathologischen Institut in Marburg bei Ludwig Aschoff. Er folgte Krönig nach Freiburg als Oberarzt an die Frauenklinik. 1910 wurde er außerordentlicher Professor in Freiburg und 1912 ordentlicher Professor für Gynäkologie und Geburtshilfe an der Akademie für praktische Medizin in Düsseldorf und Direktor der dortigen Frauenklinik.
Im Ersten Weltkrieg war er 1915 Stabsarzt und Leiter des 2. Feldlazaretts des 15. Armeekorps, kehrte aber bald nach Düsseldorf zurück. Als Leiter des Reservelazaretts der Städtischen Krankenanstalten übernahm er wieder die zwischenzeitlich nur notdürftig besetzte Frauenklinik. Rufe nach Erlangen (1920) und Breslau (1922) lehnte er ab, nahm aber 1927 den Ruf nach Freiburg als Nachfolger von Erich Opitz und dessen Vorgänger Krönig an.
Er befasste sich mit Tuberkulose und vertrat die Ansicht, dass bei Lungentuberkulose unter Umständen eine Schwangerschaftsunterbrechung angezeigt ist, was auf Widerstand stieß. Er verfasste Artikel in Handbüchern über Genitaltuberkulose bei Frauen. Sein Vorschlag eines Kaiserschnitts bei Placenta praevia setzte sich durch. Er forschte zu Eileiterschwangerschaft und deren Ursachen, zur Perityphlitis und deren chirurgische Therapie, Befinden von Frauen nach Hysterektomie, gutartige Gebärmutterblutungen (Einführung des Begriffs Metropathia haemorraghica in Fällen ohne Entzündungsursache), künstliche Sterilisierung und Puerperalfieber. Im Handbuch der Gynäkologie von Stoeckel und Veit von 1931 verfasste er die Abschnitte Therapie des Uteruscarcinoms  und Chorionepitheliom. Er war auch Mitarbeiter am Handbuch der inneren Medizin (1. Auflage, Band 6).
Einer seiner Assistenten an der Frauenklinik der Freiburger Universität war Hans von Behring, der dritte Sohn Emil von Behrings.
1916 heiratete er Lotte, Tochter des Generaloberarztes Otto Bungeroth (* 1849). Er starb an Lungenkrebs.

## Schriften
- mit Küpferle: Die Schwangerschaftsunterbrechung bei Lungen- und Kehlkopftuberkulose, Thieme 1911
- mit Rudolf von Jaschke: Lehrbuch der Gynäkologie, 5. Auflage, Springer 1933
- mit Bernhard Krönig: Lehrbuch der Gynäkologie, Springer, 5. Auflage 1915